# Dinastía Barakzai
Las dos ramas de la dinastía Barakzai (en pastún: بارک‌زایی‎, "hijos de Barak") gobernaron el Afganistán actual entre 1823 y 1973 cuando el rey Mohamed Zahir Shah fue depuesto. La dinastía Barakzai fue establecida por Dost Mohammed Khan después de que la dinastía Durrani de Ahmad Shah Durrani fuera destituida del poder.
A inicios del mandato Barakzai en marzo de 1823, los afganos perdieron su antiguo bastión del valle de Peshawar ante el ejército de Ranjit Singh. Las fuerzas afganas fueron apoyadas por Azim Khan, medio hermano de Dost Mohammed Khan. Durante la era Barakzai, el país vio gran parte de su territorio perdido ante el Raj británico en el sur y el este, ante Persia en el oeste y Rusia en el norte. Asimismo, se desarrollaron numerosos conflictos internos, incluidas las tres principales guerras anglo-afganas y la guerra civil de 1929.

## Orígenes
Tras la caída del Imperio durrani en 1823, existió un desgobierno, mientras varios hijos de Timur Shah luchaban por la supremacía. El Imperio afgano dejó de existir como un solo estado nacional y se fragmentó, por un breve período, en pequeñas unidades. Dost Mohammed Khan ganó preeminencia en 1823 y fundó la dinastía Barakzai aproximadamente en 1837. A partir de entonces, sus descendientes gobernaron en línea recta hasta 1929, cuando el rey Amanulá Khan abdicó y fue sucedido su primo Mohamed Nadir Shah. El subclán más prominente y poderoso de la tribu Barakzai Pashtun es el Musahiban, del cual proviene la dinastía gobernante de Afganistán en el período1823-1973.

## Mohammadzai
Mohammadzai es la sub-tribu más prominente y poderosa de los Barakzai. Pertenece a la rama Durrani y sus miembros se centran principalmente en Kandahar. También se pueden encontrar en otras provincias de Afganistán, así como en la región pakistaní de Baluchistán.
Los Payendah Khel son descendientes del jefe de la rama Mohammadzai de la tribu Barakzai durante el mandato de Timur Shah Durrani y Zaman Shah Durrani, quienes se convirtieron en gobernantes de Afganistán gracias al declive de los Popalzai.
Los Musahiban o Telai son los descendientes del sultán Mohammad Khan "Telai", hermano de Dost Mohammed Khan, y que gobernó Peshawar.

### Lista de gobernantes Barakzai
- Dost Mohammed Khan (1823 - agosto de 1839)
- Rahmdil Khan - Gobernante de Kandahar y Baluchistán
- Kohan Dil Khan - Gobernante de Kandahar y Baluchistán
- Payinda Khan - Gobernante de Kandahar y Baluchistán
- Wazir Akbar Khan (diciembre de 1842-1845)
- Dost Mohammed Khan (1845-9 de junio de 1863)
- Sher Ali Khan (12 de junio de 1863-5 de mayo de 1866)
- Mohammed Afzal Khan (5 de mayo de 1866 - 7 de octubre de 1867)
- Mohammed Azam Khan (7 de octubre de 1867-21 de febrero de 1868)
- Sher Ali Khan (21 de febrero de 1868-21 de febrero de 1879)
- Mohammed Yaqub Khan (21 de febrero de 1879-28 de octubre de 1879)
- Abdur Rahman Khan (11 de agosto de 1880-3 de octubre de 1901)
- Habibulá Khan (3 de octubre de 1901 - 20 de febrero de 1919)
- Amanulá Khan (28 de febrero de 1919-14 de enero de 1929)
- Hedyatullah Khan [14 de enero de 1929 - 15-16 o 17 de enero de 1929]
- Ghulam Muhammad Tarzi - Poeta, gobernante de Kandahar y Baluchistán
- Inayatulá Khan (14 de enero de 1929-17 de enero de 1929)
- Mohamed Nadir Shah (17 de octubre de 1929 - 8 de noviembre de 1933)
- Mohamed Zahir Shah (8 de noviembre de 1933-17 de julio de 1973)

### Jefes de la casa de Barakzai desde 1973
- Mohamed Zahir Shah (17 de julio de 1973 - 23 de julio de 2007) ( Mohammed Daud Khan renunció a su título real después de tomar el poder en 1973)
- Príncipe heredero Ahmad Shah Khan (23 de julio de 2007 - 4 de junio de 2024)

## Idiomas
El idioma principal de los Barakzai es el pastún. Anteriormente, el persa Dari era utilizado para los registros y la correspondencia; hasta finales del siglo XIX también se inscribieron lápidas en persa. El idioma de las tribus Barakzai en Pishin, Quetta, Gulistan y Dukki es el mismo que en Kandahar. Aquellos que se han asentado lejos de Pishin hablan lenguas locales, como Multani o Saraiki en Multán, Hindko en Hazara, Urdu en Bhopal y Sindhi en Sindh. Barakzai, un dialecto de Pashto, es el idioma hablado por los Barzakzai de Harnai.